# 枕男子
『枕男子』（まくらのだんし）は、2015年7月から9月まで放送された日本の短編テレビアニメ作品。5分枠放送。
12人の個性豊かな男子たちが週替わりで登場し、一人称目線で添い寝を演出する新感覚癒し系アニメ。

## 登場人物
めりぃ
声 - 花江夏樹
第1、12話登場。肩書は「枕男子」。
田仲 聡輔（たなか そうすけ）
声 - 浪川大輔
第2話登場。肩書は「先輩男子」。
花嶺 奏（はなみね かえで）
声 - 細谷佳正
第3話登場。肩書は「音楽男子」。
雉子波 瑛治（きじなみ えいじ）
声 - 高畑空良
第4話登場。肩書は「方言男子」。
永守・T・隆士（えもり・テオドール・りゅうし）
声 - 梅原裕一郎
第5話登場。肩書は「天文男子」。
舞木 ユウ（まいき ユウ）
声 - 松岡禎丞
第6話登場。肩書は「中二男子」。
可愛川 晴斗（えのかわ はると）
声 - 村瀬歩
第7話登場。肩書は「幼気男子」。
笹山 直央（ささやま なお）
声 - 島﨑信長
第8話登場。肩書は「リア充男子」。
望月 識（もちづき しるす）
声 - 鳥海浩輔
第9話登場。肩書は「司書男子」。
千切 夜長（ちぎり よなが）、千切 夜宵（ちぎり やよい）
声 - 岸尾だいすけ（夜長）、立花慎之介（夜宵）
第10話登場。肩書は「華道男子」。双子。
飯田 由一郎（いいだ ゆういちろう）
声 - 森川智之
第11話登場。肩書は「屋台男子」。

## スタッフ
- 原作 - P★P
- シリーズ構成 - 綾奈ゆにこ、関根アユミ
- キャラクターデザイン - 山本美佳
- 総合演出 - 青井小夜
- 美術監督 - 海津利子
- 色彩設計 - 岩井田洋
- 撮影監督 - 本台貴宏
- 編集 - 平木大輔
- 音響監督 - 立石弥生
- 音楽 - 中山真斗
- 音楽制作 - F.M.F
- プロデューサー - 後藤裕、上坂陽一郎、森田祐、鈴木脩一、板橋徹、正司遼太郎
- アニメーション制作 - Assez Finaud Fabric.、feel.
- 製作 - 「枕男子」製作委員会

## 主題歌
オープニングテーマ「枕男子」
作詞・作曲・編曲 - 大石昌良 / 歌 - めりぃ（花江夏樹）

## 各話リスト
| 話数 | サブタイトル                 | シナリオ   | 絵コンテ・演出 | 作画監督                |
| ---- | ---------------------------- | ---------- | -------------- | ----------------------- |
| #1   | 枕男子：めりぃ               | 綾奈ゆにこ | 青井小夜       | 山本美佳                |
| #2   | 先輩男子：田仲聡輔           | 関根アユミ | 青井小夜       | 山本美佳                |
| #3   | 音楽男子：花嶺奏             | 関根アユミ | 青井小夜       | 山本美佳                |
| #4   | 方言男子：雉子波瑛治         | 関根アユミ | 青井小夜       | 山本美佳                |
| #5   | 天文男子：永守・T・隆士      | 綾奈ゆにこ | 青井小夜       | 山本美佳                |
| #6   | 中二男子：舞木ユウ           | 綾奈ゆにこ | 青井小夜       | 山本美佳                |
| #7   | 幼気男子：可愛川晴斗         | 綾奈ゆにこ | 青井小夜       | 山本美佳                |
| #8   | リア充男子：笹山直央         | 関根アユミ | 青井小夜       | 山本美佳（総） 高原修司 |
| #9   | 司書男子：望月識             | 関根アユミ | 青井小夜       | 山本美佳 袴田裕二       |
| #10  | 華道男子：千切夜長・千切夜宵 | 綾奈ゆにこ | 青井小夜       | 山本美佳                |
| #11  | 屋台男子：飯田由一郎         | 関根アユミ | 青井小夜       | 山本美佳 袴田裕二       |
| #12  | 続・枕男子：めりぃ           | 関根アユミ | 青井小夜       | 山本美佳                |

## 放送局
| 放送期間                      | 放送時間                     | 放送局     | 対象地域 |
| ----------------------------- | ---------------------------- | ---------- | -------- |
| 2015年7月14日 - 2015年9月29日 | 火曜 1:16 - 1:20（月曜深夜） | TOKYO MX   | 東京都   |
|                               | 火曜 1:41 - 1:46（月曜深夜） | サンテレビ | 兵庫県   |

| 配信期間                      | 配信時間        | 配信サイト         |
| ----------------------------- | --------------- | ------------------ |
| 2015年7月14日 - 2015年9月29日 | 火曜 12:00 更新 | ニコニコチャンネル |

## DVD
2015年11月27日に全12話と未放送1話を収録したDVDが発売。

## ドラマCD
- 「先輩男子と司書男子」2015年9月25日発売。
- 「音楽男子と華道男子」同年10月9日発売。
- 「方言男子と中二男子」同年10月9日発売。
- 「幼気男子と屋台男子」同年10月30日発売。
- 「リア充男子と天体男子」同年10月30日発売。

## 漫画
コミック アース・スターにてアニメ第1話の放送直後より読み切り掲載。その後もアニメ放送直後に不定期に連載。作画は家永康弘および彩乃浦助およびpikomaro。

## ゲーム
枕男子〜甘い夢のつづき〜
2015年冬よりスマートフォン向けに配信予定の恋愛シミュレーションゲーム。